# UFC 23
UFC 23: Ultimate Japan 2 fue un evento de artes marciales mixtas celebrado por Ultimate Fighting Championship el 19 de noviembre de 1999 en el Tokyo Bay NK Hall, en Tokio, Japón.

## Resultados
| Tarjeta principal                | Tarjeta principal | Tarjeta principal | Tarjeta principal  | Tarjeta principal          | Tarjeta principal | Tarjeta principal | Tarjeta principal |
| Categoría                        |                   |                   |                    | Método                     | Ronda             | Tiempo            | Notas             |
| -------------------------------- | ----------------- | ----------------- | ------------------ | -------------------------- | ----------------- | ----------------- | ----------------- |
| Peso pesado                      | Kevin Randleman   | derr.             | Pete Williams      | Decisión (unánime)         | 5                 | 5:00              |                   |
| Peso pesado                      | Pedro Rizzo       | derr.             | Tsuyoshi Kohsaka   | TKO (golpes)               | 3                 | 1:17              |                   |
| Peso medio                       | Joe Slick         | derr.             | Jason Delucia      | TKO (lesión en la rodilla) | 1                 | 1:28              |                   |
| Peso medio                       | Eugene Jackson    | derr.             | Keiichiro Yamamiya | KO (golpe)                 | 3                 | 3:12              |                   |
| Final del Torneo UFC Japan       |                   |                   |                    |                            |                   |                   |                   |
| Peso medio                       | Kenichi Yamamoto  | derr.             | Katsuhisa Fujii    | Sumisión (kneebar)         | 2                 | 4:15              |                   |
| Semifinales del Torneo UFC Japan |                   |                   |                    |                            |                   |                   |                   |
| Peso medio                       | Katsuhisa Fujii   | derr.             | Masutatsu Yano     | TKO (golpes)               | 2                 | 3:14              |                   |
| Peso medio                       | Kenichi Yamamoto  | derr.             | Daiju Takase       | Decisión (unánime)         | 3                 | 5:00              |                   |

## Torneo de UFC Japan
|  | Semifinales      | Semifinales      | Semifinales     |                 |                  | Final            | Final | Final |  |
|  |                  |                  |                 |                 |                  |                  |       |       |  |
|  |                  |                  |                 |                 |                  |                  |       |       |  |
|  | Katsuhisa Fujii  | Katsuhisa Fujii  | TKO             |                 |                  |                  |       |       |  |
|  | Katsuhisa Fujii  | Katsuhisa Fujii  | TKO             |                 |                  |                  |       |       |  |
|  | Masutatsu Yano   | Masutatsu Yano   | RD2 3:12        |                 |                  |                  |       |       |  |
|  | Masutatsu Yano   | Masutatsu Yano   | RD2 3:12        |                 | Kenichi Yamamoto | Kenichi Yamamoto | SUM   |       |  |
|  |                  |                  |                 |                 | Kenichi Yamamoto | Kenichi Yamamoto | SUM   |       |  |
|  |                  |                  | Katsuhisa Fujii | Katsuhisa Fujii | RD1 4:15         |                  |       |       |  |
|  | Kenichi Yamamoto | Kenichi Yamamoto | Katsuhisa Fujii | Katsuhisa Fujii | RD1 4:15         | DEC              |       |       |  |
|  | Kenichi Yamamoto | Kenichi Yamamoto |                 |                 |                  | DEC              |       |       |  |
|  | Daiju Takase     | Daiju Takase     | RD3 5:00        |                 |                  |                  |       |       |  |
|  | Daiju Takase     | Daiju Takase     | RD3 5:00        |                 |                  |                  |       |       |  |
|  |                  |                  |                 |                 |                  |                  |       |       |  |